# Júbilo Iwata 2013
Questa voce raccoglie le informazioni riguardanti il Júbilo Iwata nelle competizioni ufficiali della stagione 2013.

## Stagione
Il club, giunto alla ventesima stagione nella massima divisione giapponese, è stato guidato da Hitoshi Morishita fino al 4 maggio 2013, data in cui il tecnico ha rassegnato le proprie dimissioni. In sostituzione di Morishita, il club ha nominato come nuovo allenatore ad interim Tetsu Nagasawa. Il successivo 19 maggio a Nagasawa è subentrato Takashi Sekizuka, che ha guidato la squadra fino al termine della stagione. In campionato il club ha ottenuto il 17º posto in classifica, retrocedendo in seconda serie. Nella Coppa Yamazaki Nabisco la squadra non ha superato la fase a gironi, qualificandosi terza nel gruppo A. In Coppa dell'Imperatore, invece, la squadra ha superato il primo turno contro il Saurcos Fukui, per poi essere eliminata dalla competizione nel turno successivo, a causa della sconfitta per 1-0 contro il Consadole Sapporo.

## Maglie e sponsor
Puma ha aumentato la presenza del colore blu scuro nella divisa per le gare interne, arricchite da inserti di colore bianco. La divisa per le gare esterne è mutata completamente, divenendo interamente bianca con bordi rossi e blu. Le sponsorizzazioni (Yamaha, Hamamatsu e SALA) sono rimaste invariate.
| Manica sinistra · Manica sinistra · Maglietta · Maglietta · Manica destra · Manica destra · Pantaloncini · Calzettoni | Manica sinistra · Manica sinistra · Maglietta · Maglietta · Manica destra · Manica destra · Pantaloncini · Calzettoni |  |

## Rosa
| N. |                          | Ruolo | Calciatore           |
| -- | ------------------------ | ----- | -------------------- |
| 1  | Giappone (bandiera)      | P     | Yoshikatsu Kawaguchi |
| 2  | Giappone (bandiera)      | D     | Shun'ya Suganuma     |
| 4  | Giappone (bandiera)      | C     | Yuki Kobayashi       |
| 5  | Giappone (bandiera)      | C     | Yūichi Komano        |
| 6  | Giappone (bandiera)      | C     | Hiroto Tanaka        |
| 7  | Giappone (bandiera)      | C     | Yuki Kobayashi       |
| 8  | Corea del Sud (bandiera) | A     | Baek Sung-Dong       |
| 9  | Giappone (bandiera)      | A     | Ryōhei Yamazaki      |
| 10 | Giappone (bandiera)      | A     | Hiroki Yamada        |
| 11 | Giappone (bandiera)      | A     | Takuya Matsuura      |
| 13 | Giappone (bandiera)      | D     | Tomohiko Miyazaki    |
| 15 | Giappone (bandiera)      | A     | Minoru Suganuma      |
| 16 | Giappone (bandiera)      | D     | Jō Kanazawa          |
| 17 | Giappone (bandiera)      | A     | Hidetaka Kanazono    |
| 18 | Giappone (bandiera)      | A     | Ryōichi Maeda        |
| 19 | Giappone (bandiera)      | C     | Masahiko Inoha       |

| N. |                          | Ruolo | Calciatore        |
| -- | ------------------------ | ----- | ----------------- |
| 20 | Giappone (bandiera)      | C     | Shūto Yamamoto    |
| 21 | Giappone (bandiera)      | P     | Naoki Hatta       |
| 22 | Corea del Sud (bandiera) | C     | Jung Woo-Young    |
| 23 | Giappone (bandiera)      | C     | Kōsuke Yamamoto   |
| 24 | Corea del Sud (bandiera) | D     | Cho Byung-Kuk     |
| 25 | Giappone (bandiera)      | D     | Nagisa Sakurauchi |
| 26 | Giappone (bandiera)      | C     | Ryōsuke Matsuoka  |
| 27 | Giappone (bandiera)      | D     | Takaaki Kinoshita |
| 28 | Giappone (bandiera)      | C     | Riki Kitawaki     |
| 29 | Giappone (bandiera)      | P     | Ayumi Niekawa     |
| 30 | Giappone (bandiera)      | A     | Yoshirō Abe       |
| 31 | Giappone (bandiera)      | P     | Akihiko Takeshige |
| 32 | Giappone (bandiera)      | P     | Kei Uemura        |
| 33 | Giappone (bandiera)      | D     | Yoshiaki Fujita   |
| 37 | Giappone (bandiera)      | D     | Michihiro Yasuda  |
| 50 | Brasile (bandiera)       | C     | Carlinhos         |

## Calciomercato

### Sessione invernale
| Acquisti | Acquisti          | Acquisti        | Acquisti   |
| R.       | Nome              | a               | Modalità   |
| -------- | ----------------- | --------------- | ---------- |
| P        | Kei Uemura        | Shonan Bellmare | definitivo |
| D        | Shunya Suganuma   | Gamba Osaka     | definitivo |
| D        | Masahiko Inoha    | Vissel Kōbe     | definitivo |
| D        | Tomohiko Miyazaki | Kashima Antlers | definitivo |
| C        | Hiroto Tanaka     | Kansai Daigaku  | definitivo |
| C        | Yuki Kobayashi    | Tokyo Verdy     | definitivo |
| C        | Jung Woo-Young    | Kyoto Sanga     | prestito   |
| A        | Tomoyuki Arata    | JEF United      | prestito   |

| Cessioni | Cessioni           | Cessioni         | Cessioni   |
| -------- | ------------------ | ---------------- | ---------- |
| P        | Akihiko Takeshige  | Albirex Niigata  | prestito   |
| D        | Mitsuru Chiyotanda | Tokushima Vortis | definitivo |
| C        | Rodrigo Souto      | Náutico          | definitivo |
| A        | Yuki Oshitani      | Fagiano Okayama  | prestito   |
| A        | Hwang Song-Su      | Thespa Gunma     | definitivo |
| A        | Tomoyuki Arata     | Fagiano Okayama  | prestito   |
| A        | Han Sang-Woon      | Ulsan HD         | definitivo |

### Sessione estiva
| Acquisti | Acquisti          | Acquisti        | Acquisti      |
| R.       | Nome              | a               | Modalità      |
| -------- | ----------------- | --------------- | ------------- |
| P        | Akihiko Takeshige | Albirex Niigata | fine prestito |
| D        | Michihiro Yasuda  |                 | svincolato    |
| C        | Carlinhos         | Omiya Ardija    | prestito      |

## Risultati

### Campionato

#### Girone di andata
| Arbitro: | Takeshi Hara |

|           |           |            |
| Túlio 35’ | Marcatori | 71’ Yamada |

| Arbitro: | Toru Hirose |

|  |           |             |
|  | Marcatori | 59’ Kikuchi |

| Arbitro: | Hiroyoshi Takayama |

|                        |           |            |
| Kurihara 45’ Hyodo 60’ | Marcatori | 45’ Yamada |

| Arbitro: | Ryuji Sato |

|                                      |           |                     |
| Yamada 45’ Matsuura 62’ Kanazono 71’ | Marcatori | 9’, 35’, 52’ Toyoda |

| Arbitro: | Matsuo |

|                              |           |           |
| Moriwaki 78’ Haraguchi 90+2’ | Marcatori | 26’ Maeda |

| Arbitro: | Kenji Ogiya |

|               |           |  |
| Muramatsu 80’ | Marcatori |  |

| Arbitro: | Nobutsugu Murakami |

|  |           |                      |
|  | Marcatori | 5’ Sato 87’ Ishihara |

| Arbitro: | Koichiro Fukushima |

|                                                  |           |  |
| Yamada 1’ Matsuura 29’ Yamamoto 55’ Yamazaki 81’ | Marcatori |  |

| Arbitro: | Toshimitsu Yoshida |

|               |           |              |
| Hugo 33’, 67’ | Marcatori | 82’ Kanazono |

| Arbitro: | Takuto Okabe |

|                        |           |                         |
| Ishikawa 73’ Lee 90+3’ | Marcatori | 29’ Inoha 40’ Kobayashi |

| Arbitro: | Jumpei Iida |

|  |           |            |
|  | Marcatori | 62’ Wagner |

| Arbitro: | Takuya Maeda |

|                   |           |                                               |
| Maeda 43’ Cho 80’ | Marcatori | 4’ Kobayashi 6’ Renatinho 77’ Jeci 89’ Yajima |

| Arbitro: | Hiroyoshi Takayama |

|               |           |            |
| Takamatsu 62’ | Marcatori | 80’ Yamada |

| Arbitro: | Ryuji Sato |

|                      |           |                       |
| Maeda 60’ Yamada 61’ | Marcatori | 58’ Minamino 71’ Edno |

| Arbitro: | Nobutsugu Murakami |

|                             |           |              |
| Kanazono 68’ Yamazaki 90+1’ | Marcatori | 27’ Kawamata |

| Arbitro: | Kenji Ogiya |

|            |           |           |
| Kakuda 89’ | Marcatori | 51’ Maeda |

| Arbitro: | Masaaki Iemoto |

|          |           |              |
| Davi 65’ | Marcatori | 78’ Kanazono |

#### Girone di ritorno
| Arbitro: | Yudai Yamamoto |

|            |           |                              |
| Komano 64’ | Marcatori | 83’ Richardes 90+3’ Moriwaki |

| Arbitro: | Ryuji Sato |

|                         |           |                                        |
| Yamada 29’ Kanazono 82’ | Marcatori | 8’ Ogawa 61’ (rig.) Kennedy 81’ Tamada |

| Arbitro: | Koichiro Fukushima |

|                    |           |              |
| Sato 42’ Hwang 77’ | Marcatori | 71’ Kanazono |

| Arbitro: | Tomohiro Inoue |

|                |           |            |
| Wellington 78’ | Marcatori | 60’ Komano |

| Iwata 24 agosto 2013, ore 21:00 UTC+9 22ª giornata | Júbilo Iwata | 0 – 0 referto | FC Tokyo | Yamaha Stadium (12.809 spett.) |

| Arbitro: | Minoru Tojo |

|                                        |           |                     |
| Kawamata 51’ 54’ Mikado 79’ Gaúcho 85’ | Marcatori | 9’ (rig.) 24’ Maeda |

| Arbitro: | Yuichi Nishimura |

|            |           |            |
| Yamada 75’ | Marcatori | 86’ Patric |

| Arbitro: | Hajime Matsuo |

|            |           |                          |
| Tanaka 56’ | Marcatori | 5’ Suganuma 7’ 63’ Maeda |

| Arbitro: | Kenji Ogiya |

|                    |           |                              |
| Baek 81’ Abe 90+2’ | Marcatori | 4’ Doi 62’ Davi 75’ Umebachi |

| Arbitro: | Masaaki Toma |

|                            |           |  |
| Kakitani 46’ Yamashita 57’ | Marcatori |  |

| Arbitro: | Toshimitsu Yoshida |

|           |           |           |
| Maeda 75’ | Marcatori | 63’ Sugai |

| Arbitro: | Ryuji Sato |

|                      |           |         |
| Jeci 84’ Okubo 90+4’ | Marcatori | 73’ Abe |

| Arbitro: | Koichiro Fukushima |

|  |           |                 |
|  | Marcatori | 80’ (rig.) Omae |

| Arbitro: | Yuichi Nishimura |

|          |           |  |
| Niwa 24’ | Marcatori |  |

| Arbitro: | Minoru Tojo |

|  |           |              |
|  | Marcatori | 69’ Nakazawa |

| Arbitro: | Tomohiro Inoue |

|                           |           |  |
| Hasegawa 36’ 82’ Aoki 67’ | Marcatori |  |

| Arbitro: | Itaru Hirose |

|                                 |           |            |
| Yamazaki 45+5’ 57’ Yamamoto 75’ | Marcatori | 18’ Kimura |

### Coppa Yamazaki Nabisco

#### Fase a gironi
| Arbitro: | Yosuke Kubota |

|  |           |                          |
|  | Marcatori | 7’ Kanazono 22’ Yamamoto |

| Arbitro: | Minoru Tojo |

|                                                 |           |            |
| Kanazono 6’ Matsuura 21’ Yamazaki 69’, 75’, 90’ | Marcatori | 86’ Ishige |

| Arbitro: | Toshimitsu Yoshida |

|                      |           |              |
| Okubo 44’ Yajima 52’ | Marcatori | 73’ Kanazono |

| Arbitro: | Yūichi Nishimura |

|           |           |  |
| Maeda 11’ | Marcatori |  |

| Arbitro: | Kenji Ogiya |

|                                       |           |  |
| Marquinhos 62’ Saito 77’ Nakamura 78’ | Marcatori |  |

| Arbitro: | Yudai Yamamoto |

|           |           |              |
| Komano 6’ | Marcatori | 30’ Ortigoza |

### Coppa dell'Imperatore
| Arbitro: | Kaku Hirose |

|                                                                    |           |         |
| Yamamoto 12’ 61’ 70’ Yamada 22’ 25’ Yamazaki 27’ Abe 83’ Maeda 89’ | Marcatori | 35’ Abe |

| Arbitro: | Maeda |

|  |           |           |
|  | Marcatori | 67’ Kanda |

## Statistiche

### Statistiche di squadra
| Competizione           | Punti | Totale | Totale | Totale | Totale | Totale | Totale | D.R. |
| Competizione           | Punti | G      | V      | N      | P      | Gf     | Gs     | D.R. |
| ---------------------- | ----- | ------ | ------ | ------ | ------ | ------ | ------ | ---- |
| J.League Division 1    | 25    | 34     | 4      | 11     | 19     | 40     | 56     | -16  |
| Coppa dell'Imperatore  | -     | 2      | 1      | 0      | 1      | 8      | 2      | +6   |
| Coppa Yamazaki Nabisco | 10    | 6      | 3      | 1      | 2      | 10     | 7      | +3   |
| Totale                 | 35    | 42     | 8      | 12     | 22     | 58     | 65     | -7   |

### Statistiche dei giocatori
In corsivo i giocatori che hanno lasciato la squadra durante la stagione. 
| Giocatore     | J.League Division 1 | J.League Division 1 | J.League Division 1 | J.League Division 1 | Coppa Yamazaki Nabisco | Coppa Yamazaki Nabisco | Coppa Yamazaki Nabisco | Coppa Yamazaki Nabisco | Coppa dell'Imperatore | Coppa dell'Imperatore | Coppa dell'Imperatore | Coppa dell'Imperatore | Totale   | Totale | Totale      | Totale     |
| Giocatore     | Presenze            | Reti                | Ammonizioni         | Espulsioni          | Presenze               | Reti                   | Ammonizioni            | Espulsioni             | Presenze              | Reti                  | Ammonizioni           | Espulsioni            | Presenze | Reti   | Ammonizioni | Espulsioni |
| ------------- | ------------------- | ------------------- | ------------------- | ------------------- | ---------------------- | ---------------------- | ---------------------- | ---------------------- | --------------------- | --------------------- | --------------------- | --------------------- | -------- | ------ | ----------- | ---------- |
| Y. Kawaguchi  | 21                  | -34                 | 2                   | 0                   | 1                      | -1                     | 0                      | 0                      | 1                     | -1                    | 0                     | 0                     | 23       | -36    | 2           | 0          |
| S. Suganuma   | 16                  | 1                   | 2                   | 0                   | 4                      | 0                      | 1                      | 0                      | 2                     | 0                     | 0                     | 0                     | 22       | 1      | 3           | 0          |
| Y. Kobayashi  | 1                   | 0                   | 0                   | 0                   | 1                      | 0                      | 1                      | 0                      | 1                     | 0                     | 0                     | 0                     | 3        | 0      | 1           | 0          |
| Y. Komano     | 34                  | 2                   | 3                   | 0                   | 4                      | 1                      | 0                      | 0                      | 2                     | 0                     | 0                     | 0                     | 40       | 3      | 3           | 0          |
| H. Tanaka     | 7                   | 0                   | 2                   | 0                   | 2                      | 0                      | 0                      | 0                      | 0                     | 0                     | 0                     | 0                     | 9        | 0      | 2           | 0          |
| Y. Kobayashi  | 31                  | 1                   | 3                   | 0                   | 5                      | 0                      | 0                      | 0                      | 0                     | 0                     | 0                     | 0                     | 36       | 1      | 3           | 0          |
| S. Baek       | 19                  | 1                   | 1                   | 0                   | 1                      | 0                      | 0                      | 0                      | 2                     | 0                     | 0                     | 0                     | 22       | 1      | 1           | 0          |
| R. Yamazaki   | 21                  | 4                   | 3                   | 0                   | 4                      | 3                      | 0                      | 0                      | 1                     | 1                     | 0                     | 0                     | 26       | 8      | 3           | 0          |
| H. Yamada     | 30                  | 8                   | 5                   | 0                   | 6                      | 0                      | 0                      | 0                      | 1                     | 2                     | 0                     | 0                     | 37       | 10     | 5           | 0          |
| T. Matsuura   | 26                  | 2                   | 2                   | 0                   | 5                      | 1                      | 1                      | 0                      | 0                     | 0                     | 0                     | 0                     | 31       | 3      | 3           | 0          |
| T. Miyazaki   | 23                  | 0                   | 2                   | 0                   | 2                      | 0                      | 0                      | 0                      | 1                     | 0                     | 0                     | 0                     | 26       | 0      | 2           | 0          |
| M. Suganuma   | 2                   | 0                   | 0                   | 0                   | 0                      | 0                      | 0                      | 0                      | 1                     | 0                     | 0                     | 0                     | 3        | 0      | 0           | 0          |
| J. Kanazawa   | 1                   | 0                   | 0                   | 0                   | 4                      | 0                      | 1                      | 0                      | 1                     | 0                     | 1                     | 0                     | 6        | 0      | 2           | 0          |
| H. Kanazono   | 30                  | 6                   | 3                   | 0                   | 6                      | 3                      | 1                      | 0                      | 0                     | 0                     | 0                     | 0                     | 36       | 9      | 4           | 0          |
| R. Maeda      | 33                  | 9                   | 0                   | 0                   | 4                      | 1                      | 0                      | 0                      | 2                     | 1                     | 0                     | 0                     | 39       | 11     | 0           | 0          |
| M. Inoha      | 25                  | 1                   | 2                   | 0                   | 4                      | 0                      | 2                      | 0                      | 0                     | 0                     | 0                     | 0                     | 29       | 1      | 4           | 0          |
| S. Yamamoto   | 8                   | 1                   | 2                   | 0                   | 3                      | 0                      | 0                      | 0                      | 0                     | 0                     | 0                     | 0                     | 11       | 1      | 2           | 0          |
| N. Hatta      | 13                  | -22                 | 1                   | 0                   | 5                      | -6                     | 0                      | 0                      | 1                     | -1                    | 0                     | 0                     | 19       | -29    | 1           | 0          |
| W. Jung       | 13                  | 0                   | 3                   | 1                   | 5                      | 0                      | 1                      | 0                      | 2                     | 0                     | 0                     | 0                     | 20       | 0      | 4           | 1          |
| K. Yamamoto   | 27                  | 1                   | 2                   | 0                   | 4                      | 1                      | 0                      | 0                      | 2                     | 3                     | 1                     | 0                     | 33       | 5      | 3           | 0          |
| B. Cho        | 21                  | 1                   | 4                   | 0                   | 3                      | 0                      | 1                      | 0                      | 1                     | 0                     | 0                     | 0                     | 25       | 1      | 5           | 0          |
| N. Sakurauchi | 2                   | 0                   | 0                   | 0                   | 2                      | 0                      | 0                      | 0                      | 0                     | 0                     | 0                     | 0                     | 4        | 0      | 0           | 0          |
| R. Matsuoka   | 5                   | 0                   | 0                   | 0                   | 1                      | 0                      | 0                      | 0                      | 1                     | 0                     | 0                     | 0                     | 7        | 0      | 0           | 0          |
| J. Hyun-Soo   | 26                  | 2                   | 4                   | 0                   | 2                      | 0                      | 1                      | 0                      | 3                     | 0                     | 2                     | 0                     | 31       | 2      | 7           | 0          |
| T. Kinoshita  | 0                   | 0                   | 0                   | 0                   | 0                      | 0                      | 0                      | 0                      | 0                     | 0                     | 0                     | 0                     | 0        | 0      | 0           | 0          |
| R. Kitawaki   | 0                   | 0                   | 0                   | 0                   | 0                      | 0                      | 0                      | 0                      | 0                     | 0                     | 0                     | 0                     | 0        | 0      | 0           | 0          |
| A. Niekawa    | 0                   | 0                   | 0                   | 0                   | 0                      | 0                      | 0                      | 0                      | 0                     | 0                     | 0                     | 0                     | 0        | 0      | 0           | 0          |
| Y. Abe        | 10                  | 2                   | 1                   | 0                   | 2                      | 0                      | 0                      | 0                      | 2                     | 1                     | 0                     | 0                     | 14       | 3      | 1           | 0          |
| A. Takeshige  | 0                   | 0                   | 0                   | 0                   | 0                      | 0                      | 0                      | 0                      | 0                     | 0                     | 0                     | 0                     | 0        | 0      | 0           | 0          |
| K. Uemura     | 0                   | 0                   | 0                   | 0                   | 0                      | 0                      | 0                      | 0                      | 0                     | 0                     | 0                     | 0                     | 0        | 0      | 0           | 0          |
| Y. Fujita     | 32                  | 0                   | 5                   | 0                   | 5                      | 0                      | 0                      | 0                      | 2                     | 0                     | 1                     | 0                     | 39       | 0      | 6           | 0          |
| M. Yasuda     | 7                   | 0                   | 2                   | 0                   | 0                      | 0                      | 0                      | 0                      | 0                     | 0                     | 0                     | 0                     | 7        | 0      | 2           | 0          |
| Carlinhos     | 11                  | 0                   | 6                   | 0                   | 0                      | 0                      | 0                      | 0                      | 0                     | 0                     | 0                     | 0                     | 11       | 0      | 6           | 0          |